# Bakkerstraat 27-29
De Bakkerstraat 27-29 is een pand in het centrum van de Nederlandse stad Utrecht.
Het winkelpand is rond 1906 gebouwd op de hoek van de Bakkerstraat met de Lange Elisabethstraat. Het gebouw is een ontwerp in jugendstil van de architect R. Rijksen voor de firma Jos ten Berg. Deze verkocht er huishoudelijke en luxe artikelen. De winkel stond ook bekend onder de noemer de Vergulde Klok. Tot omstreeks 1975 bleef Jos ten Berg er gevestigd waarna de juwelier Siebel zich er vestigde.